# Martensopoda
Martensopoda is een geslacht van spinnen uit de  familie van de Sparassidae (jachtkrabspinnen).

## Soorten
- Martensopoda minuscula (Reimoser, 1934)
- Martensopoda transversa Jäger, 2006